# Charlesville (paquebot)
Pour les articles homonymes, voir Charlesville.
Le Charlesville est le dernier paquebot existant de la ligne maritime entre Anvers, en Belgique et Matadi au Congo belge de la Compagnie maritime belge du Congo ; il était amarré depuis 1977 dans les docks du port de Rostock et utilisé comme auberge de jeunesse ou bateau-hôtel sous le nom de Georg Büchner. Il a sombré dans la nuit du 30 au 31 mai 2013 au large des côtes polonaises lors de son remorquage vers Klaipėda en Lituanie.

## Histoire
Le Charlesville est construit en 1950 par la SA Cockerill Yards à Hoboken pour le compte de la Compagnie maritime belge. Comme d'autres navires affectés au traffic maritime avec le Congo belge (Thysville, Élisabethville, Stanleyville), il est baptisé du nom d'une ville de cette colonie.
Le 6 mars 1951 le bateau part d'Anvers pour son premier voyage vers le Congo. Il pouvait transporter 248 passagers et 140 membres d'équipage à une vitesse normale de 16,5 noeuds.
Le 5 juillet 1967 le navire est vendu à la compagnie maritime est-allemande VEB Deutfracht/Seereederei de Rostock (DSR) et rebaptisé Georg Büchner, du nom de l'écrivain allemand. Après transformation, le navire reprend la navigation principalement pour des transports entre l'Europe de l'Est et Cuba et le Mexique. Le transport de passagers est à l'usage exclusif de voyages pour étudiants. Le 6 juin 1977 DSR mit fin à la navigation du navire et le déclasse.
En juillet/août 1977, la compagnie maritime transforme le navire en un institut d'enseignement et d'exposition maritime. Le 31 août 1977 il est amarré définitivement sur la Warnow dans le quartier de Schmarl de Rostock. Il prend ses nouvelles fonctions le 5 novembre 1977.
Après la réunification allemande, le Georg Büchner est donné pour un prix symbolique à la ville de Rostock afin de le préserver de la casse. Le navire reste ainsi à la même place et est utilisé comme centre pour les sans-emploi, comme école professionnelle pour un centre scolaire technique des environs. Le 12 décembre 2001, le navire est déplacé vers un lieu plus proche du centre de la ville. À partir de 2003 il est exploité comme auberge de jeunesse et bateau-hôtel par Trägerverein Traditionsschiff Rostock.

## Actions pour la sauvegarde du navire
En décembre 2012 il est annoncé que le navire est vendu à une société de démolition de Klaipėda en Lituanie. Une campagne médiatique est lancée en janvier 2013 dans une tentative ultime de préservation du navire pour la Belgique. Le 14 janvier 2013 une délégation anversoise visite le navire et insiste auprès des autorités allemandes sur son statut de patrimoine. Le Land allemand de Mecklembourg-Poméranie-Occidentale reconnait le fait et cède le bateau pour le prix symbolique d'un euro à l'ASBL Watererfgoed Vlaanderen si la Belgique, la Flandre ou Anvers pouvaient garantir dans la semaine vouloir protéger le navire. Le navire sera remorqué jusqu'à Anvers,,,.

## Dernier voyage
Des initiatives émanant de l'association belge Watererfgoed Vlaanderen pour faire amarrer le navire à Anvers restent sans suite tandis que les coûts pour adapter le navire aux normes de navigation moderne grimpent. L'Allemagne maintient sa décision d'envoyer le navire à Klaipėda, en Lituanie. C'est le 28 mai 2013 que le navire a entamé son dernier voyage vers un champ de démolition en Lituanie à l'aide de deux remorqueurs Ajaks polonais.
Le Charlesville a sombré la nuit du 30 au 31 mai 2013 dans la mer Baltique au large des côtes polonaises.  Le navire repose au large du phare de Rozewska au nord du port de Gdynia en Pologne.

## Passagers renommés
- Jef Geeraerts[9].
- Auguste-Edouard Gilliaert.